# María Luisa Balaguer
María Luisa Balaguer Callejón (/maˈɾia ˈlwisa balaˈɣeɾ kaʝeˈxon/), née en 1953 à Almería, est une juriste espagnole. Elle est magistrate du Tribunal constitutionnel depuis 2017.
Elle devient avocate au barreau de Malaga en 1977, et poursuit en parallèle une carrière à l'université de la ville. Elle atteint, en 2003, le grade de professeure des universités, qu'elle est la première femme à obtenir en Andalousie. Elle renonce alors à l'exercice de la profession d'avocat. À partir de 2005, elle siège au conseil consultatif de la Junte d'Andalousie.
En 2017, elle est élue magistrate constitutionnelle par le Sénat, après un accord entre le Parti populaire et le Parti socialiste. Elle échoue, six ans plus tard, à devenir présidente du Tribunal constitutionnel.

## Formation et vie professionnelle
María Luisa Balaguer Callejón naît en 1953 à Almería.
Elle obtient une licence en droit à l'université de Grenade en 1976, puis un doctorat sept ans plus tard. À partir de 1977, elle est avocate, inscrite au barreau de Malaga.
En parallèle, elle enseigne à la faculté de droit et journalisme à l'université de Malaga. En 2003, elle atteint le grade de professeure des universités, qu'elle est la première à obtenir en Andalousie. Cette même année, elle se retire de l'ordre professionnel des avocats.
En mai 2005, elle est nommée par le gouvernement de la Junte d'Andalousie membre du conseil consultatif. Elle est reconduite en avril 2011.

## Magistrate constitutionnelle
Le Parti populaire (PP) et le Parti socialiste ouvrier espagnol (PSOE) s'entendent, en janvier 2017, pour procéder au renouvellement des quatre magistrats du Tribunal constitutionnel que doit désigner le Sénat. Le 1er février, María Luisa Balaguer est présentée comme candidate par le Parlement d'Andalousie avec 47 voix sur 107 sur proposition du PSOE, puis — conformément à l'accord précité — retenue, le 1er mars, par la commission des Nominations, aux côtés de Ricardo Enríquez, Alfredo Montoya et Cándido Conde-Pumpido.
Elle est effectivement élue, une semaine plus tard, magistrate constitutionnelle par la séance plénière de la chambre haute des Cortes Generales, recevant 204 voix sur 218 exprimées, soit 44 voix de plus que la majorité des trois cinquièmes requise. Le Tribunal confirme, le 10 mars, que les quatre candidats remplissent les conditions de nationalité et d'ancienneté professionnelle pour y siéger, après quoi ils prêtent serment devant le roi Felipe VI le 14 mars puis sont installés dans leurs fonctions le lendemain. Elle se revendique républicaine, féministe et marxiste.
Dans la perspective du renouvellement triennal de 2022, elle affirme publiquement, en septembre, être prête à postuler à la présidence de l'institution des garanties constitutionnelles, fonction pour laquelle Cándido Conde-Pumpido fait figure de favori. Le 11 janvier 2023 cependant, elle échoue à obtenir la présidence, recueillant cinq voix — la sienne ainsi que les quatre issus du secteur conservateur — contre six — toutes progressistes — à Conde-Pumpido.